# Liste der Stadtbezirke von Bogotá

Stadtwappen

Die Liste der Stadtbezirke von Bogotá bietet einen Überblick über die Entwicklung der Einwohnerzahl aller Stadtbezirke der kolumbianischen Hauptstadt Bogotá. Aufgeführt ist auch die Fläche, die Bevölkerungsdichte und die Lage des Bezirkes in der Stadt Bogotá.

## Stadtgliederung
Bogotá gliedert sich in 20 Stadtbezirke (localidades) plus dem Hauptstadtbezirk, also total 21:
- Norden: Suba und Usaquén
- Süden: Ciudad Bolívar, Rafael Uribe Uribe, San Cristóbal, Sumapaz, Tunjuelito und Usme
- Westen: Bosa, Engativá, Fontibón und Kennedy
- Zentrum: Antonio Nariño, Barrios Unidos, Chapinero, La Candelaria, Los Mártires, Puente Aranda, Santa Fe, Teusaquillo und der Distrito Federal de Bogotá

## Tabelle der Stadtbezirke
Die Einwohnerzahlen und Angaben zur Fläche in der folgenden Tabelle sind vom Departamento Administrativo Nacional de Estadística (DANE) und beziehen sich auf die Volkszählungen vom 24. Oktober 1973, 15. Oktober 1985, 24. Oktober 1993 und 30. Juni 2005.
(VZ = Volkszählung)
| Name               | Fläche in km² | VZ 1973   | VZ 1985   | VZ 1993   | VZ 2005   | Ew./km² | Karte |
| ------------------ | ------------- | --------- | --------- | --------- | --------- | ------- | ----- |
| Antonio Nariño     | 4,94          | 116.283   | 111.247   | 98.355    | 116.828   | 23.649  |       |
| Barrios Unidos     | 11,90         | 221.839   | 199.701   | 176.552   | 223.073   | 18.746  |       |
| Bosa               | 23,92         | 23.871    | 122.737   | 215.816   | 508.828   | 21.272  |       |
| Chapinero          | 38,99         | 90.324    | 110.235   | 122.991   | 122.827   | 3.150   |       |
| Ciudad Bolívar     | 129,98        | 35.451    | 326.118   | 418.609   | 570.619   | 4.390   |       |
| Engativá           | 35,56         | 319.367   | 530.610   | 671.360   | 804.470   | 22.623  |       |
| Fontibón           | 33,26         | 90.060    | 166.427   | 201.610   | 301.375   | 9.061   |       |
| Kennedy            | 38,57         | 195.955   | 561.710   | 758.870   | 951.073   | 24.658  |       |
| La Candelaria      | 1,84          | 35.047    | 30.948    | 27.450    | 22.621    | 12.294  |       |
| Los Mártires       | 6,55          | 127.768   | 113.778   | 95.541    | 94.842    | 14.480  |       |
| Puente Aranda      | 17,24         | 221.776   | 305.123   | 282.491   | 253.638   | 14.712  |       |
| Rafael Uribe Uribe | 13,10         | 255.454   | 283.213   | 379.259   | 378.164   | 28.867  |       |
| San Cristóbal      | 48,16         | 177.445   | 346.001   | 439.559   | 407.552   | 8.462   |       |
| Santa Fe           | 44,88         | 118.130   | 120.694   | 107.044   | 109.107   | 2.431   |       |
| Suba               | 100,55        | 97.459    | 334.700   | 564.658   | 923.064   | 9.180   |       |
| Sumapaz            | 780,96        | 0         | 0         | 0         | 5.792     | 7       |       |
| Teusaquillo        | 14,21         | 127.251   | 132.501   | 126.125   | 137.530   | 9.678   |       |
| Tunjuelito         | 10,28         | 164.871   | 85.217    | 204.367   | 184.528   | 17.950  |       |
| Usaquén            | 65,31         | 71.427    | 216.320   | 348.852   | 425.192   | 6.510   |       |
| Usme               | 215,56        | 6.394     | 164.847   | 200.892   | 298.992   | 1.387   |       |
| Bogotá             | 1.635,75      | 2.496.172 | 4.262.127 | 5.440.401 | 6.840.115 | 4.182   |       |